# Герберт, Эдуард, 3-й барон Герберт из Чербери
Эдвард Герберт, 3-й барон Герберт из Чербери (англ. Edward Herbert, 3rd Baron Herbert of Chirbury ; ок. 1633 — 9 декабря 1678) — английский аристократ и военный.

## Биография
Родился в 1633 году. Старший сын Ричарда Герберта, 2-го барона Герберта из Чербери (ок. 1604—1655), и леди Мэри Эгертон (ок. 1604—1659), дочери Джона Эгертона, 1-го графа Бриджуотера.
13 мая 1655 года после смерти своего отца Эдвард Герберт унаследовал титулы 3-го барона Герберта из Чербери и 3-го барона Герберта из Каслайленда.
Он присоединился к восстанию роялистов под предводительством сэра Джорджа Бута, когда он выступил за Карла II в Чешире в 1659 году, и подвергся непродолжительному тюремному заключению. После Реставрации Стюартов Эдвард Герберт был назначен хранителем рукописей (custos rotulorum) в графствах Монтгомеришир (24 августа 1660 г.) и Денбишир (1666 г.).
Ричард Дэвис, квакер из Уэлшпула в Монтгомеришире, часто обращался к Герберту от имени единоверцев, заключенных в тюрьму; и Эдвард Герберт сочувствовал. По словам Дэвиса, он был очень большим толстяком. Эдвард Герберт часто переписывался со своим родственником, сэром Генри Гербертом.
Эдвард Герберт скончался 9 декабря 1678 года и был похоронен в часовне Святого Эдмунда Вестминстерского аббатства. Он построил фахверковый особняк в Лаймор-парке, строительство которого было завершено в 1677 году, за год до его смерти. Лаймор расположен к востоку-юго-востоку от Монтгомери, а дом был практически снесен в 1931 году.

## Семья
Эдвард Герберт был дважды женат. До 1660 года его первой женой стала Энн Миддлтон, дочь генерала сэра Томаса Миддлтона (1586—1666) из замка Чирк и Мэри Непьер. В августе 1673 года он женился вторым браком на Элизабет Бриджес (1651—1718), дочери Джорджа Бриджеса, 6-го барона Чандоса, и леди Сьюзен Монтегю. Оба брака были бездетными.